# Hrabstwo Jefferson (Alabama)

Piramida wieku hrabstwa

Hrabstwo Clarke – hrabstwo w stanie Alabama w USA. Populacja liczy 658 466 mieszkańców (stan według spisu z 2010 roku).
Powierzchnia hrabstwa to 2911 km². Gęstość zaludnienia wynosi 228 osoby/km².

## Miejscowości
| - Argo - Adamsville - Birmingham - Bessemer - Brookside - Brighton - Cardiff - Center Point - Clay | - Fairfield - Fultondale - Gardendale - Graysville - Homewood - Hoover - Hueytown - Irondale | - Kimberly - Leeds - Lipscomb - Maytown - Morris - Midfield - Mulga - Mountain Brook | - North Johns - Pinson - Pleasant Grove - Sylvan Springs - Trafford - Tarrant - West Jefferson - Vestavia Hills |

## CDP
- Concord
- Edgewater
- Forestdale
- Grayson Valley
- McDonald Chapel
- Minor
- Mount Olive
- Rock Creek